# عسل‌کش هاوایی
عسل‌کش هاوایی (نام علمی: Drepanidinae) نام یک زیرخانواده از تیره سهره است.